# Малиш Гафія Ничипорівна
Гафія Ничипорівна Мали́ш (нар. 7 лютого 1916, Дігтярі — пом. 18 травня 1964, Дігтярі) — українська радянська килимарниця; заслужений майстер народної творчості УРСР з 1960 року.

## Біографія
Народилася 24 січня [7 лютого] 1916 року в селі Дігтярях (тепер селище міського типу Прилуцького району Чернігівської області, Україна). З 1929 року працювала у Дігтярівській промисловій артілі імені 8 Березня, де виготовляла орнаментальні і тематичні килими, гобелени. Померла в Дігтярях 18 травня 1964 року.

## Творчість
Серед робіт:
килими
- «На городі» (за ескізами Л. Розенберга, 1930-ті; у співавторстві);
- «Парад червоного козацтва» (за ескізами Д. Щавицького, 1936; у співавторстві);

гобелени
- «Тарас Шевченко» (1937, Національний музей Тараса Шевченка у Києві);
- «Навіки з російським народом» (1950);
- «Переяславська рада» (1954; у співавторстві);
- «Радянська Україна» (1960; у співавторстві).

Брала участь у виготовленні гобеленів на шевченківську тематику за ескізами Петра Кодьєва.
Учасниця мистецьких виставок з 1949 року.